# بیمارستان شهدای سلامت (نی‌ریز)
بیمارستان شهدای سلامت بیمارستانی است درمانی واقع در شهر نی‌ریز، استان فارس وابسته به دانشگاه علوم پزشکی شیراز با ظرفیت ۱۲۰ فعال که در سال ۱۴۰۰ شمسی توسط بنیاد برکت تأسیس گردید.
بخش‌های بستری موجود در این بیمارستان عبارتند از: داخلی، پست پارتوم، اطفال، CCU، ارتوپدی، ارولوژی، جراحی عمومی، چشم، جراحی زنان، ENT، اتفاقات، ICU، جراحی مغز واعصاب و NICU